# الربيض (ريمة)

تعديل مصدري - تعديل

الربيض أو قرية الربيض   هي إحدى قرى عزلة بني واقدالواقعة ضمن مديرية الجعفرية التابعة لمحافظة ريمة، بلغ تعداد سكانها (1014) نسمة حسب تعداد اليمن لعام 2004.

## المحلات التابعة للقرية
- ضريمة
- عرشان
- القفل
- رداع
- لبينة
- قفول
- مربعة
- قاحز
- قرص
- وادي البرعي
- الغينة

## روابط خارجية
- الدليل الشامــل